# Аббревиатуры телефонии
Аббревиатуры, используемые в телефонии и связи
| # A B C D E F G H I J K L M N O P Q R S T U V W X Y Z |

| # А Б В Г Д Е Ё Ж З И К Л М Н О П Р С Т У Ф Х Ц Ч Ш Щ Э Ю Я |

## A
- A3 — (Authentication Algorithm) — алгоритм аутентификации, применяемый для вычисления значения отклика из случайного числа с использованием ключа;
- А5 — (Stream Cipher Algorithm) — алгоритм шифрования/ дешифрования сообщений, сигналов управления и данных пользователя с использованием ключа;
- А8 — (Ciphering Key Generation Algorithm) — алгоритм формирования ключа шифрования, используемый для вычисления ключа из случайного числа с использованием ключа;
- ABC — код географически определяемой зоны нумерации
- ACL — (Access Control List) — список контроля доступа
- ADSL — (Asymmetric Digital Subscriber Line) — асимметричная цифровая абонентская линия
- AE — (address extension) — расширение адресного поля
- ALEX — (external alarm set) — комплект внешней аварийной сигнализации
- AMA — (automatic message accounting) — система автоматического учёта стоимости телефонных разговоров
- API — (Application Programming Interface) — интерфейс прикладного программирования
- APS — (application progra in system) — система прикладных программ
- ATCL — (access and test circuit for subscriber lines) — схема доступа и испытания абонентских линий
- ATE — (automatic test equipment) — автоматическое испытательное оборудование
- ATE:T — (automatic test equipment for trunks (end-to-end routining)) — автоматическое испытательное оборудование для соединительных линий (испытание из конца в конец)
- ATE:TM — (automatic test equipment for transmission measuring) — автоматическое испытательное оборудование для измерения характеристик передачи
- ATME2 — (automatic transmission measuring and signaling testing equipment R2 for international 4-wire telephone circuits) — автоматическое оборудование измерения характеристик передачи и испытания сигнализации R2 на международных 4-проводных телефонных линиях
- ATOP — (automatic operator) — автоматический оператор
- AU — (answer unit) — автоответчик
- AWL — (selector logic) — селекторная логика

## B
- B:CMY — (to common memory) шина к общей памяти
- B:IOC — (bus system for input/output control) система шин для управляющего устройства ввода-вывода
- BA — (basis access) базовый доступ
- BAP — (base processor) основной процессор
- BAPM — (base processor master) основной процессор, ведущий
- BAPS — (base processor spare) основной процессор, запасный
- BD — (bus distributor) распределитель шин
- BDB — (bus distributor basic module for DLU) основной модуль распределителя шин для DLU
- BDCG — (bus distributor module with clock generator for DLU) модуль распределителя шин с генератором тактовой частоты для DLU
- BDE — (bus distributor extension module for DLU) модуль для расширения распределителя шин для DLU
- BERG — (bit error ratio counting) счёт частоты появления ошибок по битам
- BHCA — (busy hour call attempts) попытки установления вызовов в час наибольшей нагрузки (ЧНН); число вызовов в ЧНН
- BICC — (bearer independent call control) протокол управления вызовом независимо от несущего канала по ITU-T Q.1901
- BMML — (basic man-machine language) основной язык общения человека с машиной
- BRI — (Basic Rate Interface) интерфейс базового доступа сети ISDN
- BSN — (backward sequence number) обратный порядковый номер
- BZA — готовность к сдаче-приёмке

## C
- CAA — (communication access analog) коммуникационный доступ, аналоговый
- CAMA — (centralized automatic message accounting) система централизованного учёта стоимости телефонных разговоров
- CAP — (call processor) процессор обработки вызовов
- CAS — (channel associated signaling) сигнализация по выделенному каналу
- CCG — (central clock generator) центральный генератор тактовой частоты
- CCG(A) — (central clock generator (A)) центральный генератор тактовой частоты (А)
- CCIR — (Comité consultatif international des radiocommunications) Международный консультативный комитет по радио (МККР)
- CCITT — (Comité consultatif international télégraphique et téléphonique) Международный консультативный комитет по телеграфии и телефонии (МККТТ)
- CCNC — (common channel signaling network control) управляющее устройство сети ОКС
- CCNP — (common channel signaling network processor) процессор сети сигнализации по общему каналу
- CCS — (common channel signaling) общеканальная сигнализация
- CCU — (central clock supply unit) центральный блок подачи тактовой частоты
- CDD — (central documentation department) центральный отдел документации
- CDR — (call detail record или charge detail record) — подробная информация о вызове, отчёт о результатах. Административная функциональность телефонных коммутаторов и софтсвичей
- CDEX — (clock distributor external) распределитель тактовых импульсов, внешний
- CG — (clock generator) генератор тактовой частоты
- CG/ MUX — (clock generator/multiplexer for message buffer (B)) генератор тактовой частоты/мультиплексор для буфера сообщений (В)
- CGR — (channel group) группа каналов
- CGSM — (clock generator and signal multiplexer) генератор тактовой частоты и сигнальный мультиплексор
- CHILL — CCITT high-level programming language) язык CHILL
- Cl — (common interface) общий интерфейс
- CL — (coupling logic) логика связи
- CLIP — (Calling Line Identification Presentation) представление идентификации, то есть номера вызывающей линии, см. также Определение телефонного номера
- CLIR — (Calling Line Identification Restriction) ограничение идентификации вызывающей линии, см. также Определение телефонного номера
- CNIP — (Calling Line Identification Presentation) представление имени, текстового описания вызывающей линии, см. также Caller ID name
- CNIR — (Calling Line Identification Restriction) ограничение имени, текстового описания вызывающей линии, см. также Caller ID name
- CLK — (exchange clock) станционная тактовая частота; станционные часы
- CM — (control memory) управляющая память; управляющее ЗУ
- CML — (Command Manual) Руководство по командам
- CMY — (common memory) общая память; общее ЗУ
- COC — (cross-office check) внутристанционная проверка
- COFIP — (command file processor) процессор файлов команд
- COLP — (Connected Line Identification Presentation) представление идентификации подключённой линии, см. также Определение телефонного номера
- COLR — (Connected Line Identification Restriction) ограничение идентификации подключённой линии, см. также Определение телефонного номера
- CONP — (Connected Line Name Presentation) представление имени, текстового описания подключённой линии
- CONR — (Connected Line Name Restriction) ограничение имени, текстового описания подключённой линии
- COUB — (conference unit, module В) блок конференц-связи, модуль В
- CP — (coordination processor) координационный процессор
- CP113 — (coordination processor 113) координационный процессор 113
- CPI — (coordination processor interface) интерфейс координационного процессора
- CR — (code receiver) кодовый приёмник
- CRM — (multifrequency code receiver) приёмник МЧК
- CRM:R2 — (multifrequency code receiver for R2 signaling) приёмник МЧК для системы сигнализации R2
- CRP — (code receiver for pushbutton dialing) приёмник для тастатурного набора многочастотным кодом
- CSYP — (central system panel) центральная системная панель
- CSYPD — (central system panel display) дисплей центральной системной панели
- Ctd — (cartridge tape device) кассетный накопитель на магнитной ленте
- CTU — (control unit) блок управления

## D
- DCC — (direct current converter) преобразователь постоянного тока
- DCN — (data communications network) сеть передачи данных
- DCP — (data communication processor) процессор передачи данных
- DCR — (digital code receiver) цифровой кодовый приёмник
- DCRA — (digital code receiver module A) цифровой кодовый приёмник, модуль А
- DCRB — (digital code receiver module В) цифровой кодовый приёмник, модуль В
- DCRC — (digital code receiver module С) цифровой кодовый приёмник, модуль С
- DDF — (Digital Distribution Frame) — цифровой кросс
- DE — (diagnostic unit) — диагностический блок
- DEF — код географически не определяемой зоны нумерации
- DEC — (digital echo compensator) — цифровой эхо-компенсатор
- DIU — (digital interface unit) — цифровой интерфейс
- DIU30 — (digital interface unit, 2048 kbit/s) — цифровой интерфейс, 2048 кбит/с
- DIU:LDIB — (digital interface unit for local DLU interface, module В) цифровой интерфейс для местного интерфейса DLU, модуль В
- DIU:LDID — (digital interface unit for local DLU interface, module D) цифровой интерфейс для местного интерфейса DLU, модуль D
- DIUD — (digital interface unit for DLU) цифровой интерфейс для DLU
- DLC — (data link control) управление каналом передачи данных
- DLU — (digital line unit) цифровой абонентский блок
- DLUC — (control for DLU) управляющее устройство DLU
- DMA — (direct memory access) прямой доступ к памяти
- DPS — (data processing system) система обработки данных
- DRAM — (dynamic random-access memory) динамическое запоминающее устройство с произвольной выборкой
- DSB — (digital switchboard) цифровой коммутатор
- DSL — (Digital Subscriber Line) цифровая абонентская линия
- DSLAM — (Digital Subscriber Line Access Multiplexer) мультиплексор доступа цифровой абонентской линии
- DSS1 — (digital subscriber signaling system no. 1) цифровая абонентская система сигнализации #1
- DTI — (data terminal interface) интерфейс оконечного устройства передачи данных
- DTMF — (Dual-Tone Multi-Frequency) двухтональный многочастотный сигнал
- DTLDSB — (data terminal interface for digital switchboard) интерфейс оконечного устройства передачи данных для цифрового коммутатора
- DV — (data processing) обработка данных
- DYB — (display board) индикаторное табло

## E
- Е1 — первичный цифровой поток плезиохронной цифровой иерархии (PDH) со скоростью передачи 2048 кбит/сек
- EDV — (electronic data processing) электронная обработка данных
- EGN — (detailed billing) подробный учёт (стоимости тлф. разговоров)
- EM — (external memory) внешняя память; внешнее ЗУ
- EMD — (noble-metal uniselector) вращательный искатель из благородных металлов
- EMML — (extended man-machine language for screen oriented terminals) расширенный язык общения человека с машиной для экранных терминалов
- EMSP — (emergency service equipment for pushbutton subscribers of DLU) оборудование для работы в аварийном режиме для DLU с тастатурным набором номера
- EMV — (electromagnetic compatibility) электромагнитная совместимость (ЭМС)
- EEPROM — (electrically erasable programmable read-only memory) электрически стираемое программируемое ПЗУ (СППЗУ)
- ETEAE — (end-to-end test equipment, answer equipment) оборудование для испытания из конца в конец, оборудование автоответчика
- ETSI — (European Telecommunications Standards Institute) Европейский институт стандартизации по электросвязи
- EWSD — (Digital Electronic Switching System) цифровая электронная коммутационная система

## F
- F:CR(A) — (module frame A for code receivers) модульная кассета А для кодовых приёмников
- F:CRES — (module frame for digital code receivers and digital echo suppressors) модульная кассета для цифровых кодовых приёмников и цифровых эхо-заградителей
- F:DLU(A) — (module frame A for DLU) модульная кассета А для DLU
- F:DLU(B) — (module frame В for DLU) модульная кассета В для DLU
- F:LTGA(A) — (module frame A for LTGA) модульная кассета А для LTGA
- F:LTGA(B) — (module frame В for LTGA) модульная кассета В для LTGA
- F:LTGB(A) — (module frame A for LTGB) модульная кассета А для LTGB
- F:LTGC(A) — (module frame A for LTGC) модульная кассета А для LTGC
- F:LTGD(A) — (module frame A for LTGD) модульная кассета А для LTGD
- F:LTGF(A) — (module frame A for LTGF) модульная кассета А для LTGF

## H
- HDSL — (High Data Rate Digital Subscriber Line)- высокоскоростная цифровая абонентская линия

## I
- IMEI — (International Mobile Equipment Identity) международный идентификатор мобильного оборудования
- IMSI — (International Mobile Subscriber Identity) международный идентификатор абонента
- INAP — (Intelligent Network Application Part) прикладная часть Интеллектуальной сети
- ISDN — (Integrated Services Digital Network) цифровая сеть с интеграцией служб
- ISUP — (ISDN User Part) прикладная часть ISDN

## K
- Ki (Individual Subscriber Authentication Key) — индивидуальный ключ аутентификации пользователя, применяемый для вычисления значения отклика и ключа шифрования;
- Kc (Ciphering Key) — ключ шифрования, используемый для шифрования-дешифрования сообщений, сигналов управления и данных пользователя в радиоканале;

## L
- L2TP — (англ. Layer 2 Tunneling Protocol — протокол туннелирования второго уровня) — в компьютерных сетях туннельный протокол, использующийся для поддержки виртуальных частных сетей.

## M
- МАС — (Media Access Control) управление доступом к среде
- MDF — (Main Distribution Frame) основной кросс
- MGW — (Media Gateway) медиашлюз
- MPLS — (multiprotocol label switching) — многопротокольная коммутация по меткам
- MUX — (Multiplexor) мультиплексор
- MSIN — (Mobile Subscriber Identification Number) индивидуальный номер мобильного абонента

## O
- OLT — (Optical Line Terminal) оптический линейный терминал PON

## P
- PDH — (Plesiochronous Digital Hierarchy) плезиохронная цифровая иерархия
- PIN-код — (Personal Identification Number) аналог пароля для сим-карт
- POTS — (Plain Old Telephone Service) старые обычные телефонные службы)
- PSTN — (Public Switched Telephone Network) телефонная сеть общего пользования, ТфОП
- PRI — (Primary Rate Interface) интерфейс первичного доступа сети ISDN

## S
- SHDSL — (Single-pair High-speed Digital Subscriber Line)- Однопарная Высокоскоростная цифровая абонентская линия, обеспечивает симметричную дуплексную передачу данных со скоростями от 192 Кбит/с до 2.3 Мбит/c (с шагом в 8 Кбит/с) по одной паре проводов, соответственно от 384 кбит/c до 4,6 Мбит/c.м. по двум парам.

## T
- TDM — (Time Division Multiplexing) мультиплексирование со временным разделением каналов
- TMSI — (Temporary Mobile Subscriber Identity) — временный международный идентификационный номер пользователя.

## V
- VDSL — (Very-high data rate Digital Subscriber Line) — сверхвысоко скоростная цифровая абонентская линия
- VoIP — (Voice over Internet Protocol) — технология передачи голоса через Интернет, а также частный случай этого, IP-телефония (телефония посредством межсетевого протокола IP)
- VPN — (Virtual Private Network) — виртуальная частная сеть) — обобщённое название технологий, позволяющих обеспечить одно или несколько сетевых соединений (логическую сеть) поверх другой сети (например, Интернет).

## А
- ААЛ — аналоговая абонентская линия
- АбС — абонентская сеть
- АВУ — абонентская высокочастотная установка
- АДИКМ — адаптивная ДИКМ
- АК — абонентский комплект
- АЛ — абонентская линия
- АМС — антенно-мачтовые сооружения
- АМТС — автоматическая междугородная телефонная станция
- АОН — автоматическое определение номера (на АТС — Аппаратура Определения Номера)
- АР — абонентский регистр
- АСЛ — абонентская соединительная линия
- АСП — аналоговая система передачи
- АСР — автоматизированная система расчётов (биллинг)
- АТС — автоматическая телефонная станция
- АТСДШ — АТС декадно-шаговая
- АТСК — АТС координатная
- АТСКУ — АТС координатная улучшенная
- АТСКЭ — квазиэлектронная АТС
- АЦП — Аналого-Цифровой Преобразователь
- АЦТК — аппаратура цифрового транзита каналов
- АТСЭ — автоматическая телефонная станция электронная

## Б
- БАЛ — блок абонентских линий
- БКС — блок пространственно-временной коммутации
- БЛС — беспроводные линии связи
- БП — блок питания
- БТС — блок тональных сигналов
- БУ — блок управления
- БЦА — блок цифровых анализаторов

## В
- ВАМ — выносной абонентский модуль
- ВВЛС — волноводная линия связи
- ВЗС — внутризоновая сеть
- ВКМ — выносной коммутационный модуль
- ВЛС — воздушная линия связи
- ВоЛС — волоконная линия связи
- ВМ — виртуальная машина
- ВОК — волоконно-оптический кабель
- ВОЛС — волоконно-оптическая линия связи
- ВОС — эталонная модель взаимодействия открытых систем (OSI)
- ВРК — временное разделение каналов
- ВСК — выделенный сигнальный канал
- ВСС — взаимоувязанная сеть связи
- ВССК — внутрисистемный сигнальный канал
- ВТС — ведомственная телефонная сеть
- ВУ — внешние устройства/вызывное устройство

## Г
- ГАК — групповой абонентский комплект (комплект с интерфейсом PRI)
- ГВС — генератор вызывного сигнала
- ГЗП — городское (зоновое) продление
- ГИ — групповой искатель
- ГРИ — генератор-распределитель импульсов
- ГС — сигнал «готовность станции»
- ГТ — групповой тракт
- ГТС — городская телефонная сеть

## Д
- ДВО — дополнительный вид обслуживания
- ДИКМ — дифференциальная ИКМ
- ДРМ — дополнительное рабочее место
- ДШ — декадно-шаговый
- ДШИ — декадно-шаговый искатель
- ДГН — Диагностическое оборудование АК и АЛ
- ДКШИ — декадный код шлейфного импульса

## Е
- ЕАСС — единая автоматизированная система связи

## З
- ЗАС — засекречивающая аппаратура связи
- ЗС — зоновая сеть
- ЗСЛ — заказно-соединительная линия
- ЗСО — заказная система обслуживания
- ЗСС — наземная станция спутниковой связи
- ЗТС — зоновая телефонная сеть
- ЗТУ — зоновый транзитный узел
- ЗУ — запоминающее устройство

## И
- ИКМ — импульсно-кодовая модуляция
- ИКМ-15 — система уплотнения ИКМ для организации 15 телефонных каналов (используется для Сельской телефонной связи)
- ИКМ-30 — система уплотнения ИКМ для организации 30 телефонных каналов (E1 (ISDN))
- ИН — импульсный набор
- ИНН — импульсный НН
- ИПЛМ — измеритель параметров линии модернизированный
- ИШК — исходящий шнуровой комплект

## К
- КА — коммутатор адреса
- КВВ — канал ввода-вывода
- КИ — канальный интервал
- КМ — коммутационный модуль
- КП — конечный процесс/коммутационное поле
- КПВ — сигнал «контроль посылки вызова»
- КЛС — кабельные линии связи
- КК — коаксиальный кабель
- КС — коммутационная система
- КСК — комбинированная станция коммутации (АТС/АМТС)
- КСЛ — комплект соединительной линии
- КСЛ (СКЛ) — стык с физической линией
- КРОСС — коммутационное распределительное оборудование сетей связи[источник не указан 3088 дней]
- КСПД — корпоративная сеть передачи данных
- КТЭ — компьютер технической эксплуатации
- КТЧ — канал тональной частоты

## Л
- ЛАЦ — линейно-аппаратный цех
- ЛК — линейный комплект
- ЛКС — линейно-кабельные сооружения связи
- ЛС — линия связи
- ЛТ — линейный тракт
- ЛУС — линейные и управляющие сигналы
- ЛЦК — локальный центр коммутации

## М
- МГ — модульный генератор
- МГС — междугородняя сеть
- МКТ — малогабаритный телефонный кабель
- МЦУСС — макрорегиональный центр управления сетями связи
- МС — местная сеть (МС = ГТС + СТС)
- МСЛ — магистральная соединительная линия
- МСС — мобильная спутниковая служба
- МССС — мультисервисная сеть связи
- МТЭ — модуль технической эксплуатации
- МУС — местный узел связи

## Н
- НМД — накопитель на магнитных дисках
- НМЛ — накопитель на магнитной ленте
- НН — номеронабиратель
- НРП — необслуживаемый регенерационный пункт
- НС — некоммутируемое соединение/непосредственное соединение
- НУП / НОУП — необслуживаемый усилительный пункт

## О
- ОАКТС — общегосударственная автоматически коммутируемая телефонная сеть
- ОбТС — общетехнологическая связь
- ОГТС — опорная городская телефонная станция
- ОКС — общий канал сигнализации
- ОКС7 — общеканальная система сигнализации № 7
- ОЛТ — оборудование линейного тракта
- ОП — оконечный пункт
- ОПС — опорная станция
- ОПТС — опорно-транзитная телефонная станция
- ОРП — обслуживаемый регенерационный пункт
- ОС — оконечная станция / операционная система
- ОТА — основной телефонный аппарат
- ОТА — оконечный телефонный аппарат
- ОТС — оконечная транзитная станция (может выполнять роль УАК)
- ОТС — оперативно-технологическая связь
- ОТС — опорно-транзитная станция
- ОТС — офисная телефонная станция
- ОТУ — оконечно-транзитный узел
- ОУ — оконечный узел
- ОУП — обслуживаемый усилительный пункт
- ОЦК — основной цифровой канал

## П
- П — перемычка/перемычки
- ПЛС — полосковая линия связи
- ПМ — последняя миля
- ПО — программное обеспечение
- ПС/К — подстанция/концентратор
- ПСА — комплект подключения спаренных аппаратов
- ПСЭ — подстанция электронная
- ПТА — комплект подключения таксофонов
- ПУ — периферийное устройство
- ПЦИ — плезиохронная цифровая иерархия (PDH)
- ПЦК — первичный цифровой канал
- ПЭВМ — персональная ЭВМ
- ПЭМИ — побочные электромагнитные излучения
- ПЭМИН — побочные электромагнитные излучения и наводки

## Р
- РАТС — районная АТС
- РК — распределительная (распаечная) коробка
- РМТС — ручная междугородняя телефонная станция
- РоРС — ремонтно-оперативная радиосвязь
- РРЛС — радиорелейные линии связи
- РЛС — радиолинии связи
- РСЛ — реле соединительных линий
- РСЛ — распределительно-соединительная линия
- РУС — районный узел связи
- РПП — районный переговорный пункт
- РЦУСС— региональный центр услуг связи
- РШ — распределительный шкаф
- РЩ — распределительный щит

## С
- САД — сеть абонентского доступа
- САЛ — стык с АЛ
- САР — сельский административный район
- САЦО — стойка аналого-цифрового оборудования
- СВК — стык с выделенным каналом, ступень временной коммутации
- СВУ — сигнально-вызывное устройство
- СГТ — стык с групповым трактом
- СЗ — сигнал «занято»
- СИП — скользящий импульс с подтверждением
- СК — симметричный кабель
- СКЛ (КСЛ) — стык с физической линией
- СКС — синхронизация коммутационной системы
- СКС— структурированная кабельная система
- СЛ — соединительная линия
- СЛМ — соединительная линия междугородная
- СЛС — спутниковые линии связи
- СОЛТ — стойка оконечная линейного тракта
- СОРМ — средства оперативно-разыскных мероприятий (он же SOSM)
- СП — система передачи
- СПД — сеть передачи данных
- СС — схема синхронизации/система сигнализации
- ССОП — сеть связи общего пользования
- СТВКС — система технологической видеоконференцсвязи
- СТС — сельская телефонная станция
- СЦТ — стык с цифровым трактом
- СЭС — сеть электросвязи
- СПУС — Система повременного учёта соединений

## Т
- ТА — телефонный аппарат
- ТАКСОФОН — телефонный аппарат с немедленной оплатой
- ТЗУС — транзитный зоновый узел связи
- ТМнУС — транзитный международный узел связи
- ТМгУС — транзитный междугородний узел связи
- ТКС — телекоммуникационные сети
- ТН — тоновый набор
- ТНН — тоновый номеронабиратель
- ТС — транзитная станция
- ТТС — транспортная телефонная сеть
- ТУ — транзитный узел
- ТфОП — телефонная сеть общего пользования
- ТЭЗ — типовой элемент замены

## У
- УАК — узел автоматической коммутации
- УВС — узел входящей связи
- УИС — узел исходящей связи
- УКС — универсальная коммутационная система
- УПАТС — учрежденческо-производственная АТС
- УОВЭОС — узел обслуживания вызовов экстренных оперативных служб
- УС — узловая станция
- УСП — узел сельско-пригородный
- УСС — узел специальных служб
- УСС — устройство сигнализации и синхронизации
- УУ — устройство управления
- УМСД — узел мультисервисного доступа

## Ф
- ФГС — формирователь группового спектра/сигнала
- ФСЛ — физическая СЛ
- ФЧХ — фазо-частотная характеристика

## Ц
- ЦВОСП — цифровая волоконно-оптическая система передачи
- ЦБС — центральный блок синхронизации
- ЦКП — цифровое коммутационное поле
- ЦЛС — цифровая линия связи
- ЦОВ — центр обработки вызовов (Call-центр)
- ЦПП — центральный переговорный пункт
- ЦС — центральная станция
- ЦСИ — цифровая синхронная иерархия (SDH)
- ЦСИО — цифровая сеть с интеграцией обслуживания (ISDN)
- ЦСК — цифровая система коммутации
- ЦСЛ — цифровая СЛ
- ЦСП — цифровая система передачи
- ЦСУ — центральное сигнальное устройство
- ЦТЭ — центр технической эксплуатации
- ЦУУ — центральное управляющее устройство
- ЦУС — центральный узел связи

## Ч
- ЧНН — час наибольшей нагрузки
- ЧРК — частотное разделение каналов
- ЧТП — частотно-территориальный план

## Ш
- ШК — шнуровой комплект

## Э
- ЭМВОС — эталонная модель взаимодействия открытых систем (модель OSI-RM)
- ЭПУ — электропитающая установка